# Salade de chou
 (juin 2018).
Si vous disposez d'ouvrages ou d'articles de référence ou si vous connaissez des sites web de qualité traitant du thème abordé ici, merci de compléter l'article en donnant les références utiles à sa vérifiabilité et en les liant à la section « Notes et références ».
La salade de chou, salade de chou à l’américaine ou encore salade de chou cru ou encore appelée salade iwiw (parfois appelée coleslaw par anglicisation du néerlandais koolsla) est une salade populaire en Amérique du Nord, consistant principalement en chou cru râpé. Elle inclut communément aussi des carottes râpées et des oignons, et peut être agrémentée d'une vinaigrette ou encore d'une sauce grasse (à base de mayonnaise par exemple). Dans le premier cas la salade est dite « traditionnelle » et dans le second « crémeuse ».
Il existe de nombreuses variantes pour cette recette, incluant d'autres ingrédients, comme du chou rouge, du fromage râpé, des morceaux d'ananas ou de pommes.

## Historique
Les Néerlandais qui fondèrent la colonie de La Nouvelle-Amsterdam cultivaient des choux à proximité du fleuve Hudson et les préparaient sous forme de salade de chou râpé, appelée koolsla (kool signifie « chou » et sla signifie « salade »). Ce terme koolsla remonte en 1785, apparu dans une publication aux États-Unis. Puis, le mot s'est anglicisé en coleslaw. En fait, à partir du XIXe siècle, ce coleslaw est souvent présenté comme cold slaw, à savoir salade froide (cold = froid). La recette typique de la salade de chou américaine de la fin du XIXe siècle était (pour 4 à 6 personnes) :
1. 4 cup (= 4 × 250 ml de quantité aux États-Unis) de chou râpé ;
2. de ½ à 1 cup de mayonnaise ;
3. 1 cuillère à soupe (= 15 ml) de sucre ;
4. 1 cuillère à café (= 5ml) de sel ;
5. ½ cuillère à café de poivre noir.